# Surbær
Slægten Surbær (Aronia) er udbredt i Nordamerika. Arterne er buske med bred, opstigende vækst, ovale blade og de hvide blomster samlet i halvskærne. Frugterne er brune eller sorte med skarpt bittert-syrlig smag og kraftigt rød saft. Her omtales kun de arter, som dyrkes i Danmark.
| Arter |

- Blommebladet surbær (Aronia x prunifolia)
- Brunfrugtet surbær (Aronia arbutifolia)
- Sortfrugtet surbær (Aronia melanocarpa)